# Larry David
Lawrence Gene "Larry" David (Nova Iorque, 2 de julho de 1947) é ator, escritor, comediante, diretor e produtor americano. David é co-criador e criador, respectivamente, de duas das séries de televisão mais bem-sucedidas dos Estados Unidos, Seinfeld (1989-1998) e Curb Your Enthusiasm (1999-presente).
Em 1989 Larry David juntou-se ao comediante Jerry Seinfeld para criar a sitcom Seinfeld, onde atuou produtor executivo. O trabalho de David rendeu-lhe um Emmy de melhor comédia, em 1993. Em 1999 criou para a HBO a série Curb Your Enthusiasm', uma sitcom amplamente improvisada onde interpreta uma versão fictícia de si próprio.
Após ter iniciado sem sucesso na carreira como comediante de stand-up, David rapidamente passou para a carreira na televisão, escrevendo e actuando na série Fridays, da ABC. Fez durante um breve período, guiões para o Saturday Night Live, antes de co-criar Seinfeld.
Foi votado por outros comediantes como o 23.º maior comediante de todos os tempos, numa pesquisa feita pelo Channel 4 britânico (The Comedians' Comedian, "O Comediante dos Comediantes").

## Biografia
David nasceu no bairro de Sheepshead Bay, em Brooklyn, Nova York, formou-se na Sheepshead Bay High School e, posteriormente, na Universidade de Maryland, com um diploma em História (1969) e um outro em Administração (1970).
Após iniciar uma carreira como comediante standup, David trabalhou como motorista de limusines e fez assistência técnica de aparelhos de televisão para pagar suas contas. De 1980 a 1982 trabalhou como guionista para a ABC, no programa Fridays, e, de 1984 a 85, para o Saturday Night Live (SNL), da NBC. Durante seu período no SNL conseguiu escrever apenas um sketche no programa, que foi ao ar às 0h50 - o último espaço no programa. David abandonou este emprego no meio da temporada, e apareceu para trabalhar alguns dias depois, agindo como se nada houvesse acontecido. Este facto inspirou um episódio da segunda temporada de Seinfeld, chamado "The Revenge" ("A Vingança"). David conheceu as futuras estrelas do seriado durante este período de sua carreira; trabalhou com Michael Richards (Kramer) em Fridays, e com Julia Louis-Dreyfus (Elaine) durante seu período de um ano no SNL. David pode ser ouvindo ao fundo durante um episódio do programa, perturbando Michael McKean, quando este apresentou o programa em 1984, e também apareceu no sketche "The Run, Throw, and Catch Like a Girl Olympics", quando Howard Cosell foi o apresentador do episódio final da temporada, em 1985.
David casou-se com Laurie Lennard em 31 de março de 1993; o casal tem duas filhas e vive em Pacific Palisades, Los Angeles, (Califórnia). Como sua equivalente em Curb Your Enthusiasm—Cheryl David (interpretada por Cheryl Hines)—Laurie é uma ativista ambiental. A partir de maio de 2005 os dois passaram a contribuir para o blog The Huffington Post. Em 5 de junho de 2007 o casal anunciou sua intenção de se separar amigavelmente. Laurie David pediu o divórcio em 19 de julho de 2007, alegando "diferenças irreconciliáveis", e pedindo a custódia conjunta das duas filhas do casal. Em 7 de outubro de 2020, David casou-se com sua namorada Ashley Underwood, quem a conheceu na festa de aniversário de Sacha Baron Cohen em 2017.

## Carreira

### Seinfeld
Em 1989, David juntou-se com o comediante Jerry Seinfeld para criar uma série para a NBC chamado The Seinfeld Chronicles. Posteriormente rebatizado Seinfeld, o programa tornou-se um dos mais bem-sucedidos da história da televisão americana. Larry David chegou a aparecer ocasionalmente no programa (sem aparecer nos créditos), interpretando o papel de um advogado de Frank Costanza que vestia uma capa, ou fazendo a voz de George Steinbrenner, e serviu como inspiração para o personagem de George Costanza. David abandonou Seinfeld em termos amistosos depois da sétima temporada, porém retornou para escrever o episódio final da série, em 1998.
Somente as reprises e os lançamentos em DVD de Seinfeld renderam a David cerca de 250 milhões de dólares. Foi indicado 19 vezes ao Emmy pela série, e venceu duas vezes - uma por melhor série de comédia, e outra por melhor guião.
Jerry Seinfeld disse, que Larry David era 90% de tudo que Seinfeld foi e é.[carece de fontes?]

### Curb Your Enthusiasm
Em 1999, após o fim de Seinfeld, o canal HBO levou ao ar um especial de Larry David: Larry David: Curb Your Enthusiasm, um programa híbrido que usa uma história de fundo e diálogos improvisados. Antes de ir ao ar, HBO sugeriu que David a tornasse numa série. O resultado foi Curb Your Enthusiasm, que foi para o ar em 2000.
O programa mostra o dia-a-dia de Larry, interpretado por ele próprio, e usa situações embaraçosas da sociedade para desenvolver uma história. Neste programa Larry conta com a participações de amigos que são actores e, tal como ele, interpretam-se a eles próprios.
Em 2005, David foi nomeado para um Globo de Ouro por "Melhor Atuação em uma Série Musical ou Comédia" pela sua atuação no programa.

## Outros projetos
David já trabalhou 3 vezes com o diretor Woody Allen: em papéis menores nos filmes Radio Days (1987) e Oedipus Wrecks (1989), e protagonizando Whatever Works, em 2009.
David também escreveu e dirigiu um filme em 1998, chamado Sour Grapes, sobre dois primos que se zangam por causa de dinheiro ganho em um casino.